# Skarrild Sogn
Skarrild Sogn er et sogn i Herning Søndre Provsti (Viborg Stift).
I 1800-tallet var Arnborg Sogn anneks til Skarrild Sogn, men det blev et selvstændigt pastorat i 1897. Begge sogne hørte til Hammerum Herred i Ringkøbing Amt. Skarrild-Arnborg sognekommune blev senere delt så hvert sogn dannede sin egen sognekommune. Ved kommunalreformen i 1970 blev Skarrild indlemmet i Aaskov Kommune, der ved strukturreformen i 2007 indgik i i Herning Kommune.
I Skarrild Sogn ligger Skarrild Kirke. Karstoft Kirke blev i 1902 indviet som filialkirke til Skarrild Kirke, og Karstoft blev et  kirkedistrikt i Skarrild Sogn. I 2010 blev Karstoft Kirkedistrikt udskilt som det selvstændige Karstoft Sogn.
I Skarrild og Karstoft sogne findes følgende autoriserede stednavne:
- Barslund (bebyggelse)
- Bredebjerg (areal)
- Clasonsborg (bebyggelse)
- Døvling (bebyggelse, ejerlav)
- Døvling Bæk (vandareal)
- Døvling Plantage (areal)
- Gejlbjerg (bebyggelse)
- Gråmose (areal)
- Hesselvig (bebyggelse)
- Hesselvig Plantage (areal)
- Karstoft (bebyggelse)
- Karstoft Å (vandareal)
- Lunen (areal)
- Lustrup (bebyggelse)
- Nørrelandet (areal)
- Ronnum (bebyggelse)
- Ronnum Bæk (vandareal)
- Ronnum Mose (areal)
- Silstrup (bebyggelse)
- Skarrild (bebyggelse)
- Skarrild Kratplantage (areal)
- Skarrild Nederby (bebyggelse)
- Skarrild Overby (bebyggelse)
- Stormose (areal)
- Troldbanker (areal)
- Øvig (bebyggelse)

I den fiktive landsby Skarrild foregår filmen "Frygtelig lykkelig" (2008), der dog i øvrigt har referencer til egnen omkring Tønder.